# Тимофеев, Олег Владимирович
Олег Владимирович / Вадимович  Тимофеев (род. 9 июня 1973, Ленинград) — советский и российский хоккеист, защитник.
Начинал играть в ленинградских командах второй лиги СКА-2 (1989/90 — 1990/91) и Ижорец (1991/92). Сезон 1992/93 провёл в СКА-2 в открытом чемпионате России, в сезонах 1993/94 — 1996/97 играл за СКА и СКА-2. В дальнейшем выступал в командах «Молот-Прикамье» Пермь (1997/98 — 1998/99), «Воронеж» и «Липецк» (1999/2000).